# Inur Marigudi Jungle, Heggadadevankote
Inur Marigudi Jungle là một làng thuộc tehsil Heggadadevankote, huyện Mysore, bang Karnataka, Ấn Độ.